# Нижние Шаши
Ни́жние Шаши́ (тат. Түбән Шашы) — деревня в Атнинском районе Республики Татарстан, в составе Кунгерского сельского поселения.

## Этимология
Топоним произошёл от татарского слова «түбән» (нижние) и гидронима «Шашы» (Шаши).

## География
Деревня находится на реке Шаши, в 8 км к северу от районного центра — села Большая Атня. Деревня примыкает к южной части села Кунгер и к западной части села Верхние Шаши.

## История
Деревня основана в XVII веке. До середины 1930-х годов известна под названием Ахметкозино.
В XVIII — первой половине XIX века жители относились к сословию государственных крестьян. Основные занятия жителей в этот период — земледелие и скотоводство.
В «Списке населенных мест по сведениям 1859 года», изданном в 1866 году, населённый пункт упомянут как казённые деревни Нижние Шаши (Токтамышево), Ахметкозино (Нижние Шаши), Азмияр (Нижние Шаши) 2-го стана Царёвококшайского уезда Казанской губернии. Располагались при речке Шаше, по левую сторону транспортного тракта из Казани в Вятскую губернию, в 140 верстах от уездного города Царёвококшайска и в 20 верстах от становой квартиры в казённой деревне Уразлино (Казаклар). В деревнях в 74 дворах жили 490 человек (248 мужчин и 242 женщины). Была мечеть.
В начале XX века в деревне функционировали мечеть (построена в 1859 году), 3 мелочные лавки. В этот период земельный надел сельской общины составлял 874 десятины.
В годы коллективизации в деревне организован колхоз «Чулпан».
До 1920 года деревня входила в Кшкловскую волость Царёвококшайского (с 1919 года – Краснококшайский) уезда Казанской губернии. С 1920 года в составе Арского кантона ТАССР. С 10 августа 1930 года в Тукаевском (с 25 марта 1938 года — Атнинский), с 12 октября 1959 года в Тукаевском, с 1 февраля 1963 года в Арском, с 25 октября 1990 года в Атнинском районах.

## Население
| 1782 | 1859 | 1897 | 1908 | 1920 | 1926 | 1938 | 1949 | 1958 | 1970 | 1979 | 1989 | 2002 | 2010 | 2015 |
| ---- | ---- | ---- | ---- | ---- | ---- | ---- | ---- | ---- | ---- | ---- | ---- | ---- | ---- | ---- |
| 18   | 490  | 806  | 756  | 771  | 692  | 547  | 442  | 396  | 474  | 434  | 433  | 412  | 426  | 421  |

Национальный состав деревни: татары.

## Экономика
Жители работают преимущественно в сельскохозяйственном производственном кооперативе «Кунгер», занимаются полеводством, молочным скотоводством.

## Религия
Мечеть.

## Известные люди
Ф. А. Галиев (1925—2020) — заслуженный работник сельского хозяйства ТАССР и РСФСР, заслуженный агроном ТАССР, в 1944—1993 годах — председатель колхоза «Искра», депутат Верховного Совета СССР.